# 科梅廖
科梅廖（義大利語：Comerio），是意大利瓦雷泽省的一个市镇。总面积5平方公里，人口2643人，人口密度528.6人/平方公里（2009年）。国家统计（ISTAT）代码为012055。